# Acasă la tata (film)
Acasă la tata este un film românesc din 2015 regizat de Andrei Cohn după un scenariu de Mimi Brănescu, autorul piesei omonime.
Rolurile principale sunt interpretate de actorii Alexandru Papadopol, Ioana Flora, Andi Vasluianu.

## Distribuție
- Ioana Flora — Paula
- Alexandru Papadopol — Robert
- Andi Vasluianu — Petrică
- Sorin Cociș — Profesorul
- Florin Zamfirescu — Tatăl lui Robert
- Natașa Raab — Concubina
- Mirela Oprișor — Soția lui Petrică
- Andrea Ivett Eröss